# Castello Mackenzie
Il castello Mackenzie di Genova è un maniero situato nel quartiere residenziale di Castelletto, in prossimità di piazza Manin e della stazione del trenino di Casella, a 100 metri sul livello del mare.
Censito come spazio per la cultura in occasione di Genova capitale europea della cultura 2004, nell'autunno 2006 è stato una delle sedi del Festival della Scienza.

## Capriccio da Re
Il castello Mackenzie è stato definito capriccio da Re ed è considerato uno dei più riusciti esempi del gusto architettonico in uso a fine Ottocento, teso a recuperare le suggestioni del Medioevo (di cui il poco distante castello d'Albertis è un ulteriore esempio), con richiami allo stile gotico e al manierismo.

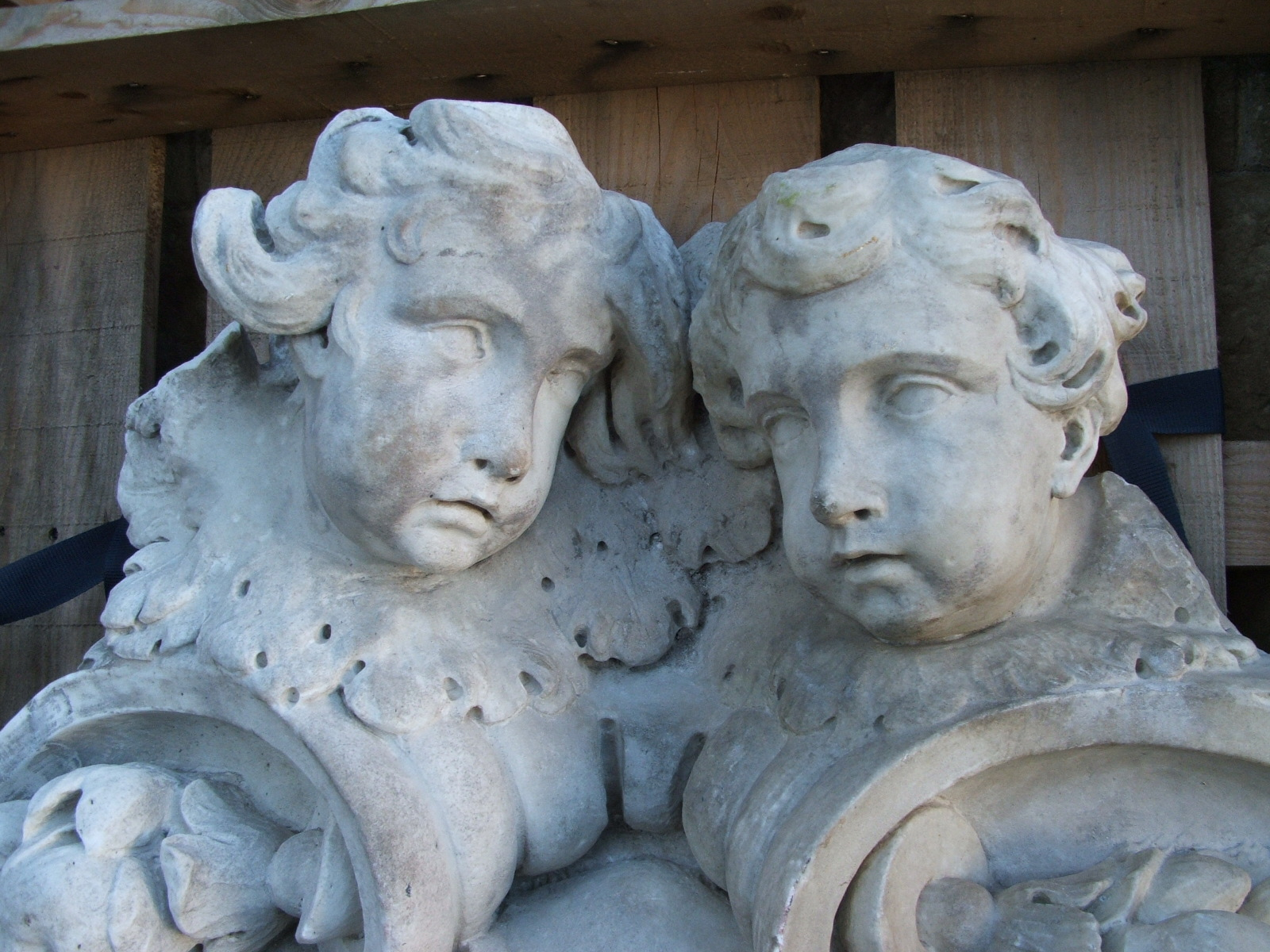
Statue nel cortile del castello.

Edificato su una villa rustica preesistente - costruita a sua volta sulle Mura di Genova del XVI secolo (i muri perimetrali di questa villa, riutilizzati nella ristrutturazione, sono visibili nel perimetro esterno) - il castello fu eretto tra il 1893 ed il 1905 su progetto di Gino Coppedè, al quale venne commissionato dall'assicuratore originario di Firenze Evan Mackenzie, la cui famiglia lo abitò per ventisette anni, ovvero fino alla sua morte.

### L'invenzione del castello "Coppedè"
Gino Coppedè, nato a Firenze nel 1866 e figlio di un artigiano del mobile, al tempo era architetto ancora poco conosciuto a livello nazionale, ma si afferma proprio grazie a questa sua prima realizzazione professionale. In essa Coppedè crea una sua peculiare versione della tipologia della villa a castello di gusto eclettico, componendovi una vasta molteplicità di richiami storici e per la sua realizzazione fa frutto dell'esperienza della "Casa Artistica", il laboratorio del padre Mariano Coppedè in Firenze. Lavorano così in Castello Mackenzie - in équipe con l'architetto - i vari artigiani, tra cui scultori, fabbri, pittori (il fratello Carlo Coppedè), ecc.
Con castello Mackenzie nasce una formula che riscuote fortuna in Genova, ripetuta dallo stesso Gino Coppedè in varie ville genovesi: castello Turckle in Capo di Santa Chiara, castello Coppedè a Priaruggia (abitato dallo stesso architetto), castello Bruzzo in Circonvallazione a Monte.

### La destinazione del Castello
Dopo essere stato a lungo in disuso ed essere passato di mano in mano fra diversi proprietari (fra cui il collezionista statunitense Mitchell Wolfson Jr.) è stato acquisito e restaurato dalla Casa d'aste Cambi che lo ha adibito, oltre che a propria sede, a polo museale privato e sede di esposizioni temporanee.

### Architettura e arredi
L'atrio è, sul piano puramente architettonico, la parte maggiormente risolta del complesso edilizio. In esso sono compresi tanto l'atrio vero e proprio quanto lo scalone che conduce al primo piano.
L'arredo è costituito principalmente da una statua marmorea di Venere, da un trono a tre sedute, sempre in marmo, e da un camino di grosse dimensioni; alti cancelli in ferro battuto lo dividono dai cortili interni. Resti dei disegni a tempera a soggetto storico di Carlo Coppedè - raffiguranti membri della famiglia Mackenzie, completano l'insieme.

## Storia
Il castello fu concepito inizialmente come una villa con torre, ma i successivi interventi - sollecitati dal committente - ne hanno determinato un ampliamento e cambiamento della struttura fino a definirne in maniera differente l'aspetto.
Nel 1956 venne dichiarato monumento nazionale, come esempio dello stile Coppedè. Trent'anni dopo, nel 1986, il collezionista Wolfson (del quale è attivo il museo Wolfsoniana di Genova-Nervi) decise di acquistarlo per allestirvi in museo la propria raccolta di oggetti e opere d'arte del primo Novecento, ma nel 1995 i lavori di restauro vennero sospesi e limitati alle sole parti esterne.

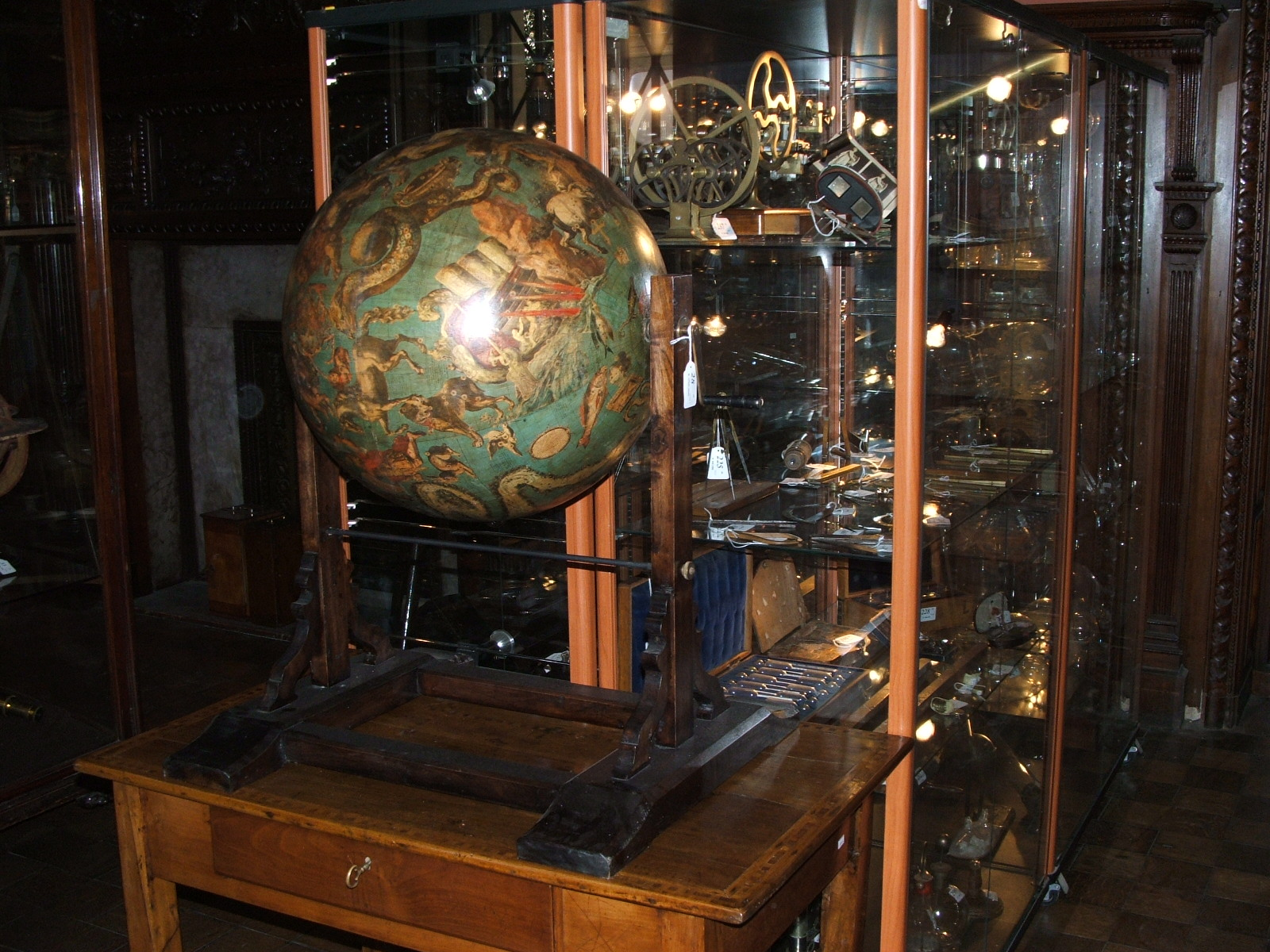
Un antico mappamondo nella sala espositiva della strumentazione scientifica.

Nel 2002 il castello è stato quindi acquisito dalla casa d'aste Cambi che ne ha disposto la ristrutturazione interna su progetto dell'architetto Gianfranco Franchini. Una volta terminati i lavori di restauro (2004), il maniero è stato riaperto al pubblico in occasione della manifestazione "Genova capitale europea della cultura 2004".

## Caratteristiche architettoniche
Una peculiarità del castello è data dalle tecniche usate in fase di costruzione. Infatti, nonostante il suo aspetto rinascimentale, fu dotato di strutture d'avanguardia per l'epoca, come l'impianto per il riscaldamento centralizzato (atto anche a fornire acqua calda in tutti i bagni), una piscina coperta riscaldata con annessa sauna ed un ascensore in grado di trasportare fino a venticinque persone.

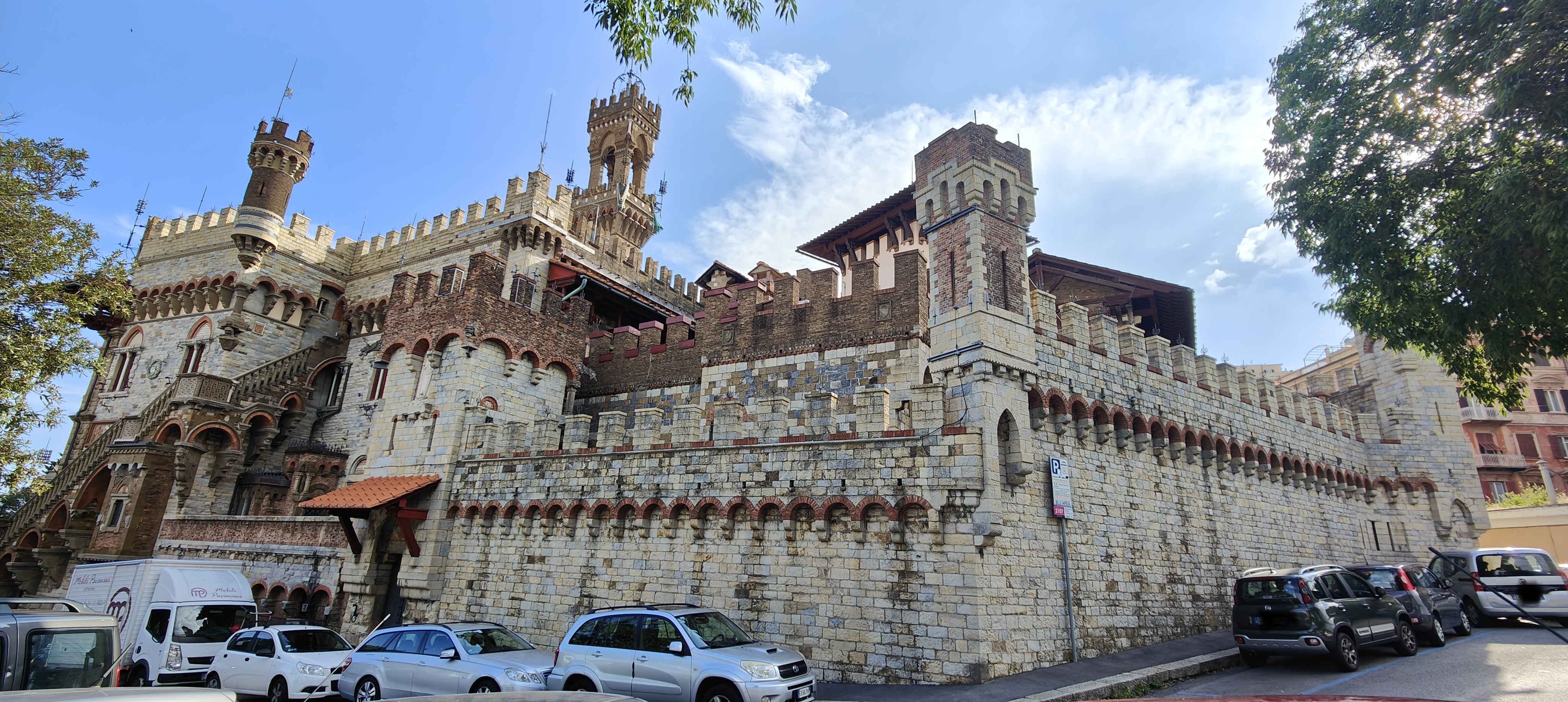
L'estensione vista dalla strada Mura S.Bartolomeo

Coppedè sfruttò la struttura originaria aggiungendovi putrelle e laterizi e arenaria della Spezia, arricchendo il tutto con torri, edicole, scale aggettanti e merlature, espliciti riferimenti allo stile rinascimentale toscano.
In questo contesto, di particolare rilievo risulta l'impiego di ceramica alla maniera dei Della Robbia, con l'applicazione di targhe, stemmi, vetrate a piombo, e riferimenti al Palazzo comunale e alla Torre del Mangia di Siena e al Palazzo Vecchio di Firenze, fino ad una citazione del Duomo di Pisa (presente nella copia del lampadario di Galileo).

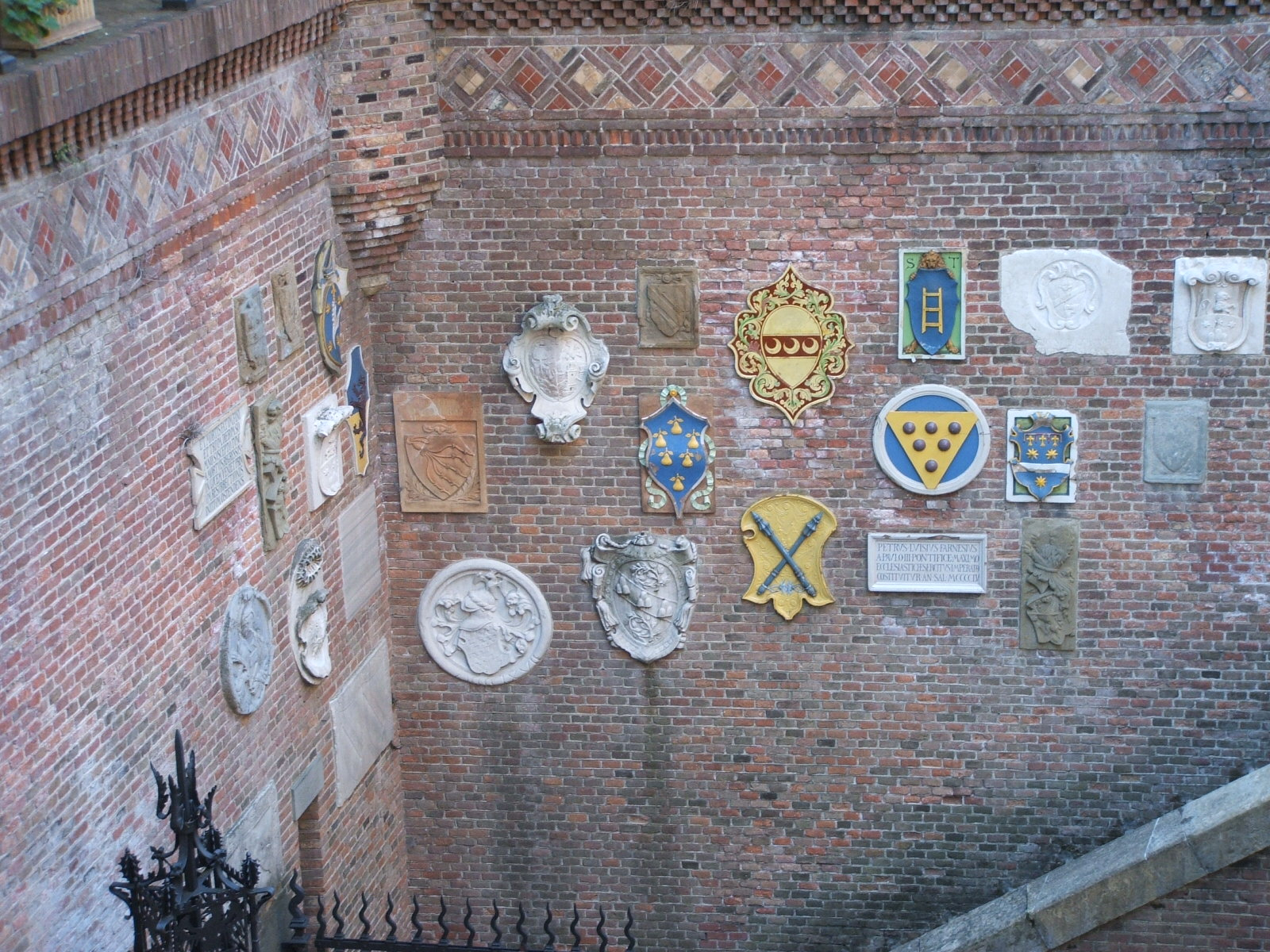
Stemmi araldici nel cortile interno.

La bottega artigiana di Coppedè si occupò, in particolare, delle boiseries e dei soffitti a cassettoni in stile cinquecentesco, ancora presenti in forma restaurata in molti ambienti del maniero.

## Biblioteca e cappella di famiglia
La biblioteca del castello è suddivisa su due piani tra essi collegati da una scala a chiocciola lignea. Un tempo ospitava la collezione libraria di Evan Mackenzie, eccettuata la raccolta dantesca, riposta nella camera dedicata allo scrittore fiorentino all'interno della torre; tale raccolta è stata donata dalla figlia di Mackenzie, alla morte del padre, alla città di Genova e oggi è custodita presso la Biblioteca civica Berio.
La piccola cappella di famiglia è in stile gotico ed ospita opere di rilievo come un elegante organo a canne, copie dal Beato Angelico (Annunciazione e resurrezione), stalli lignei intarsiati e vetrate a piombo.